# Francisco Rizzo
El general Francisco Rizzo y Ramírez (28 de noviembre de 1831 - 20 de febrero de 1910) fue el Gobernador General español en funciones de Filipinas, del 13 de agosto al 18 de septiembre de 1898, después de la Batalla de Manila. Alivió al general Fermín Jáudenes como gobernador general interino el 13 de agosto. Las fuentes informaron que Rizzo trasladó la capital española de Manila a Malolos, que también era la capital de Emilio Aguinaldo. Se produjo una tregua incómoda entre los españoles restantes y Aguinaldo. El consulado francés en Manila consideraba al general Rizzo "un buen hombre, pero carece de cualidades de liderazgo". Durante el reinado del general Rizzo, el general Elwell Otis relevó al general Wesley Merritt el 29 de agosto, como comandante del Departamento del Pacífico y como gobernador militar estadounidense de las Islas Filipinas. En los informes del general Otis, nunca mencionó al gobernador general Rizzo, pero aparentemente se comunicó casi exclusivamente con el general español Diego de los Ríos, quien luego comandó los restos del ejército español en las Bisayas y el sur de Filipinas. Rizzo fue finalmente reemplazado por De los Ríos como Gobernador General en septiembre de 1898.